# Bulvuška hlíznatá

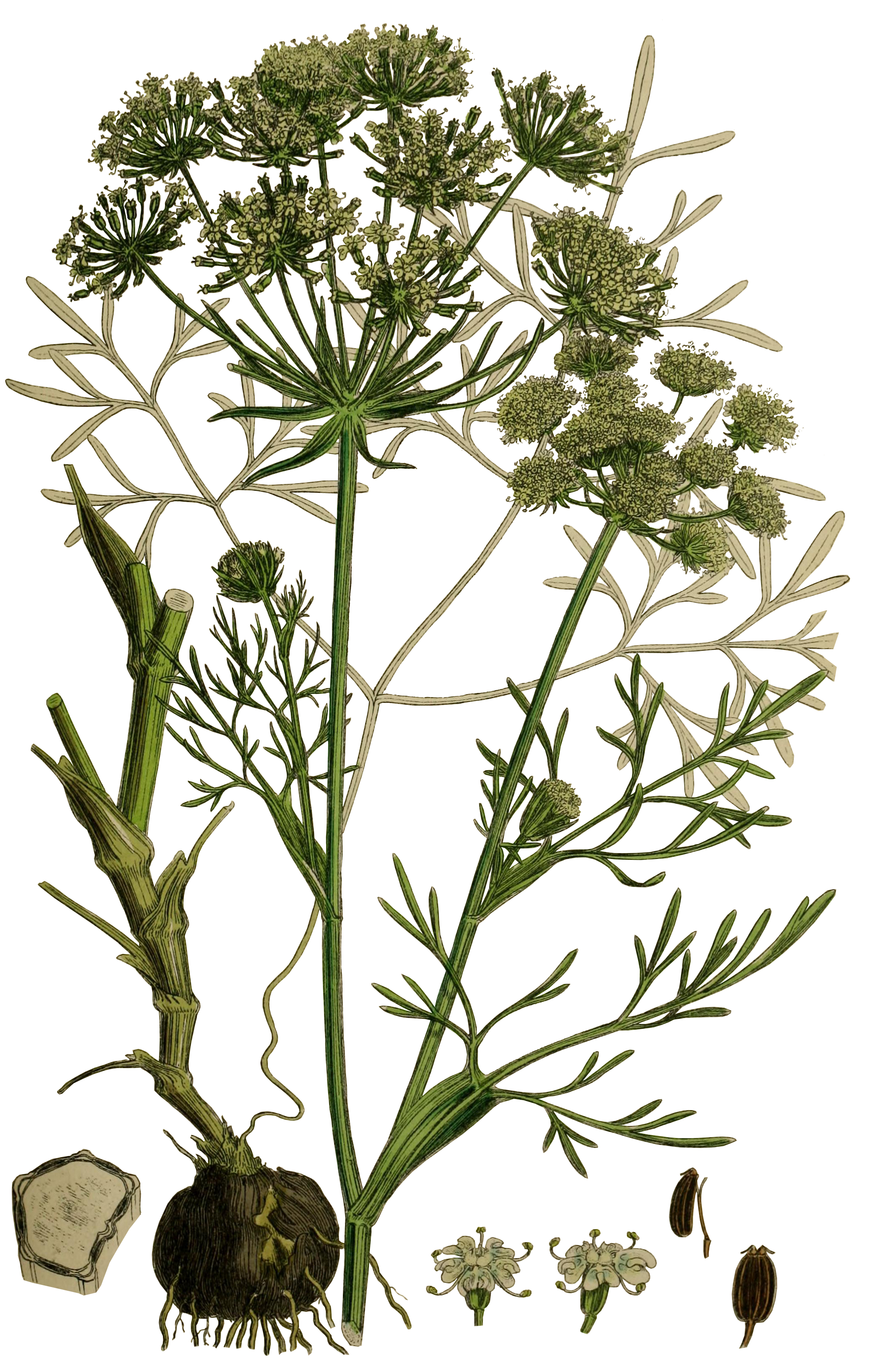
Zobrazení bulvušky hlíznaté

Bulvuška hlíznatá (Bunium bulbocastanum) je vytrvalá, okolo půl metru vysoká bylina, kvetoucí v letních měsících drobnými, bílými květy sestavenými do okolíků. Je jediná z celkem asi 40 druhů rodu bulvuška, která se v české přírodě vyskytuje. Není zde rostlinou původní, ale příležitostně se objevující neofyt, na území náležející nyní do České republiky byla poprvé zjištěna roku 1879. Na nová místa se dostává zavlečením semen společně s osivem polních plodin.

## Rozšíření
Druh má poměrně malý areál, v západní Evropě je rozšířen v Anglii, Francii, Španělsku a Beneluxu, ve středu Evropy roste jen v Německu a Švýcarsku a na jihu Evropy v Chorvatsku a Itálii, včetně Sicílie a Sardinie, jakož i na Korsice. Druhotně se dostala i do dalších zemí střední Evropy a oblasti okolo Středozemního moře, včetně severoafrického pobřeží.

## Ekologie
Geofyt rostoucí na loukách, pastvinách, neobdělávané půdě, v příkopech, na březích potoků, rybníků a jezer, jakož i na rozličných ruderálních stanovištích. Je nenáročnou bylinou, může růst na plném slunci i v polostínu, v půdě od písčité přes hlinitou až po jílovitou, s reakcí kyselou až neutrální, musí však být průběžně vlhká. Někdy bývá pěstována pro svou hlízu, pro její zdárný vývoj ale potřebuje dostatečně osluněné, vlhké stanoviště s dostatkem humusu i živin. Roste v nadmořské výšce do 1700 m n. m. Ploidie druhu je 2n = 20.

## Popis
Vytrvalá bylina s chudolistou, řídce větvenou, plnou lodyhou 40 až 60 cm vysokou. Vyrůstá z hypokotylní, až 10 cm hluboko uložené kořenové hlízy, jež je na povrchu tmavohnědá, uvnitř bílá, měří v průměru 1 až 4 cm a má mnoho tenkých svazčitých kořenů. Lysá lodyha je přímá, jen ve spodní podzemní části zprohýbaná, v horní rozvětvená, na průřezu oblá a podélně slabě rýhovaná. Přízemní listy mají dlouhý řapík částečně ukrytý po zemí, jejich čepel bývá jednou až třikrát peřenosečné a 10 až 20 cm dlouhá. Lodyžní listy jsou oddálené, na pochvě přisedlé a tvarově podobné přízemním.
Bílé květy jsou sestavené do dlouze stopkatých, mnohočetných okolíků složených z 12 až 24 okolíčku, obal i obalíčky tvoří 5 až 10 šídlovitých listenů. Většinou oboupohlavné květy mají pět drobných kališních zoubků a pět bílých, asi 1 mm velkých korunních lístků s úzkým, dovnitř zahnutým lalokem. V květu je pět tyčinek s prašníky, dvouplodolistový spodní semeník se dvěma pouzdry a dvě čnělky na stylopodiu. Květy jsou protandrické (blizny dozrají, až se prašníky téhož květu vypylí), opyluje je hmyz přenosem pylu ze sousedních květů. Někdy se vyskytují květy jen samičí, mají zakrněné prašníky. Okolíky s květy se objevují počátkem léta v červnu a červenci, plody uzrávají v červenci a srpnu.
Plod je dvounažka rozpadající se ve zralosti na dvě 4 mm dlouhá, červenohnědá, zakřivená merikarpia s podélnými světlými žebry. Rostlina se do blízkého okolí rozšiřuje každoročním přirůstáním nových hlíz, na větší vzdálenosti semeny (merikarpia) z dvounažek.

## Význam
V některých oblastech jižní Evropy je občas pěstována pro jedlé hlízy, které se vykopávají na podzim a jedí se syrové nebo se pečou na sezamovém oleji. Konzumují se bez slupky, mají podobnou chuť jako pečené kaštany a obsahují asi 60 % sacharidů a 7 % bílkovin, jsou ale poměrně drobné a nesnadno se vykopávají. Listy chutnají podobně jako petržel a syrové se používají na ozdobu a vařené k ochucení polévek a omáček. Plody bývají používány jako náhražka kmínu, jsou chuťově podobné. Ve středoevropských zemích se bulvuška hlíznatá vyskytuje jen vzácně.

## Galerie

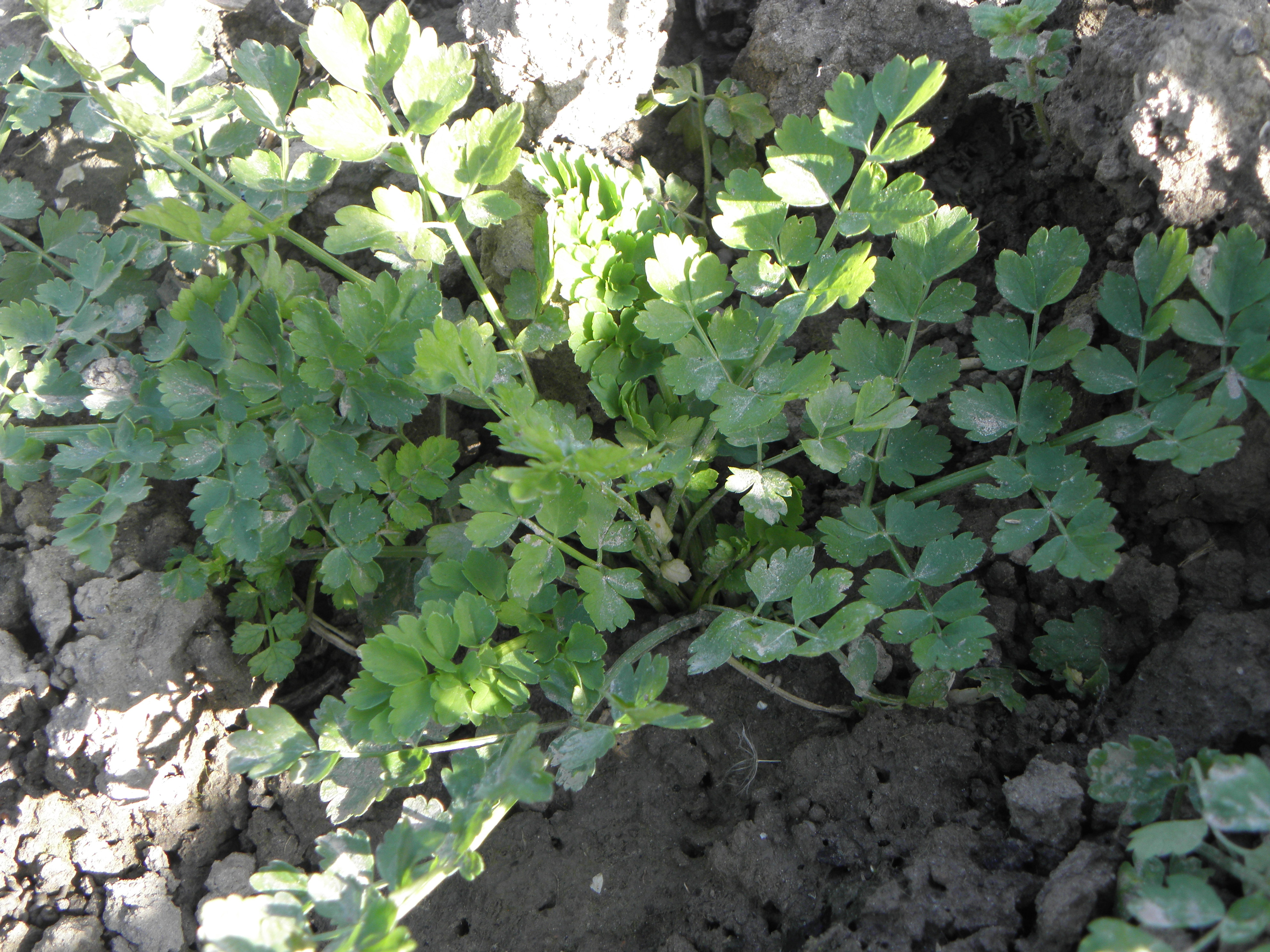
Přizemní listy
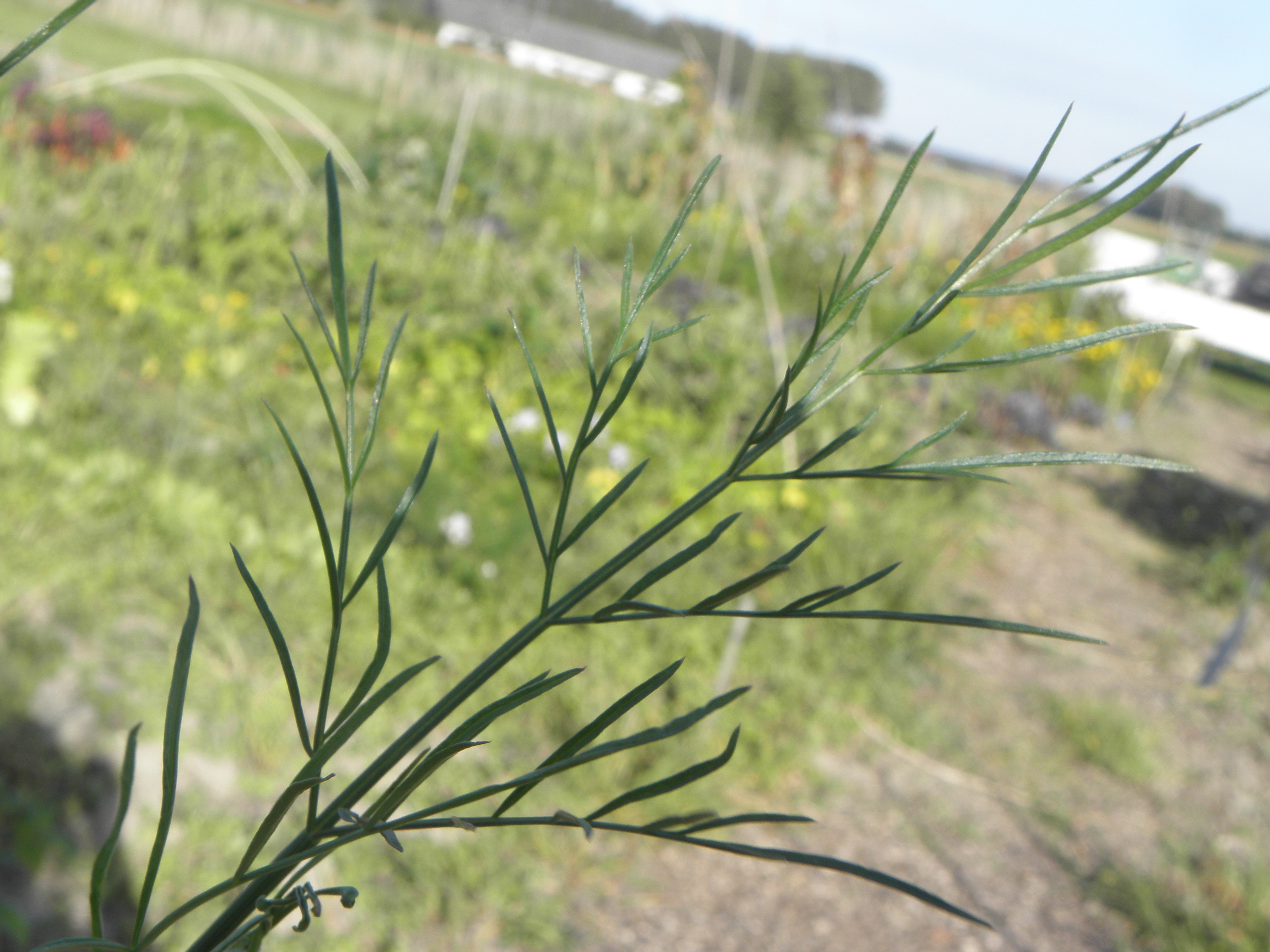
Lodyžní listy
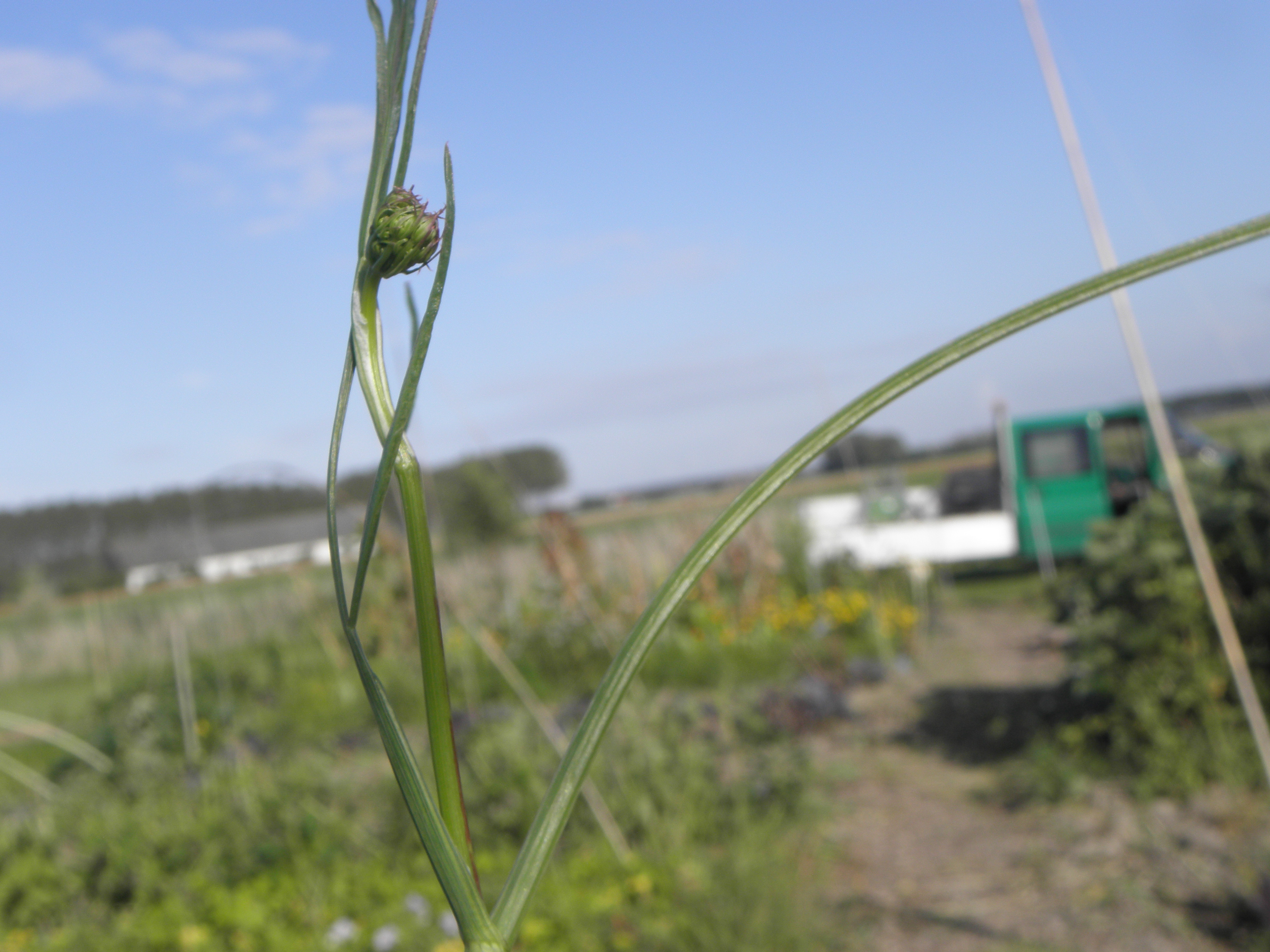
Zárodek okolíku
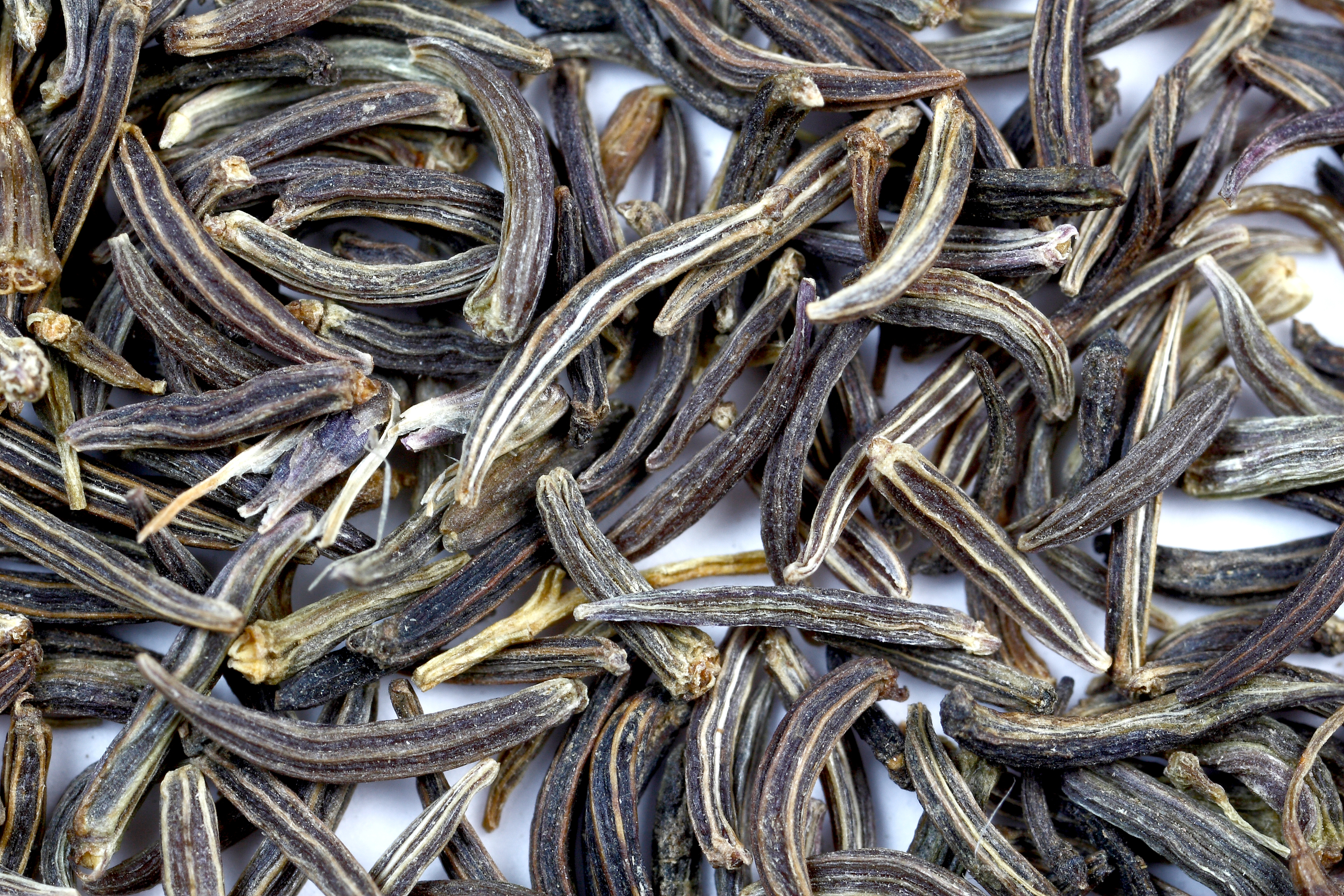
Semena (merikarpia)